# Niemand kommt hier lebend raus
Niemand kommt hier lebend raus (Originaltitel: No One Gets Out Alive) ist ein britischer Horror-Thriller von Regisseur Santiago Menghini, der auf dem gleichnamigen Roman von Adam Nevill basiert. Der Film wurde weltweit am 29. September 2021 ins Programm von Netflix aufgenommen. In den Hauptrolle sind Cristina Rodlo, Marc Menchaca und David Figliolo zu sehen.

## Handlung
Nach dem Tod ihrer Mutter wandert die Mexikanerin Ambar Cruz illegal in die Vereinigten Staaten ein und versucht in Cleveland, sich ein neues Leben aufzubauen. Mit einem schlecht bezahlten Job in einem Textilienunternehmen hält sich die junge Frau finanziell über Wasser, doch das Geld reicht gerade einmal für eine in die Jahre gekommene Unterkunft von Red, der als Vermieter in seiner Einrichtung nur Frauen erlaubt. Der ebenfalls in Cleveland lebende Beto, Ambars Onkel zweiten Grades, hat seiner entfernten Verwandten eine lukrativen Arbeit in Aussicht gestellt, da sich Ambar ihm gegenüber allerdings als US-Amerikanerin ausgegeben hat, muss sie sich zunächst um einen gefälschten Ausweis kümmern. Ihre Arbeitskollegin Kinsi gibt vor, ein solches Dokument besorgen zu können, taucht letztendlich allerdings mit dem von Ambar mühsam zusammengesparten Geld unter.
In der Unterkunft von Red häufen sich derweilen seltsame Vorkommnisse. Ambar macht Bekanntschaft mit Reds Bruder Becker, der nachts mit seinem Kopf gegen Türen schlägt, findet im Gebäude seltsame Spuren vor und hört immer wieder weinende Frauenstimmen. Als schließlich ihre Nachbarin Freja verschwindet und Ambar Geister von Frauen sieht, will sie aus Ungewissheit und Angst der Unterkunft den Rücken kehren. Red zögert ihre Abreise durch das Einbehalten der Kaution hinaus und setzt Ambar sowie die Bewohnerinnen Petra und Maria schließlich gemeinsam mit Becker im Gebäude fest.
Als der von Ambar zu Hilfe gerufene Beto die Szenerie betritt, wird er von Becker blutig erschlagen. Red offenbart gegenüber Ambar, dass er gemeinsam mit seinem Bruder die Frauen aus seiner Unterkunft der aztekischen Gottheit Ītzpāpālōtl opfere, um den schwerkranken Becker zu heilen. Der Vater der beiden hatte 1963 einst in Mexiko eine Steinkiste gefunden, die die Gottheit behauste und den Besitzer stets dazu verführte, Frauen umzubringen.
Nachdem Becker Maria geopfert hat, schnallt er auch Ambar auf einen Opferaltar vor der Steinkiste und verlässt den Raum. Als die Kreatur erscheint, verfällt Ambar in eine Art Trance und sieht sich ihrer Mutter konfrontiert, die sie vehement vom Bleiben überzeugen möchte. Ambar kann gegen ihr Verlangen ankämpfen und im Traum ihre Mutter töten, wodurch die Gottheit wieder zurück in die Kiste verschwindet.
Ambar kann sich aus dem Keller befreien und hört beim Verlassen die Hilfeschreie von Petra. Mit einem Obsidianschwert verwundet sie zunächst Red, ehe sie Unterstützung von Petra bekommt. Becker stürzt Petra das Treppenhaus hinab und bricht Ambar den Knöchel, wird von der jungen Frau aber schließlich getötet. Ambar bringt daraufhin Red zum Opferaltar, wo dieser von Ītzpāpālōtl gefressen wird. Als Ambar das Gebäude verlassen möchte, sieht sie einen Geist von Red und erkennt zudem, dass ihr gebrochener Knöchel geheilt wurde.

## Produktion
Im September 2020 wurde bekannt, dass Netflix den Horrorroman No One Gets Out Alive des britischen Autors Adam Nevill mit Cristina Rodlo und Marc Menchaca in den Hauptrollen verfilmen werde. Das Drehbuch wurde von Jon Croker und Fernanda Coppel adaptiert, während Santiago Menghini mit dem Film sein Regiedebüt gab. Der Filmemacher nutze Werke wie Panic Room und Spuk in Hill House als Inspiration. Als Produzenten waren Jonathan Cavendish und Will Tennant für Imaginarium Productions tätig, während Andy Serkis, David Bruckner, Phil Robertson und Adam Nevill als Executive Producer fungierten.
Die Dreharbeiten mit Kameramann Stephen Murphy erfolgten im Herbst 2020 in Bukarest, Rumänien. Weitere Außenaufnahmen wurde in Cleveland gefilmt. Für die Gestaltung der aztekischen Gottheit Ītzpāpālōtl war der Figurendesigner Keith Thompson verantwortlich, der diese Arbeit zuvor auch schon für die Neville-Verfilmung The Ritual (2017) übernahm. Am Filmset wurde eine von William Todd-Jones gebaute Puppe als Referenz für die Kreatur genutzt; für Interaktionen mit anderen Darstellern kam zudem die Schauspielerin Luana Chebeleu zum Einsatz. Die finale Umsetzung der Kreatur erfolgte schließlich beim VFX-Studio UNIT.
Ein erstes Bild wurde am 23. August 2021 veröffentlicht; ein Trailer folgte am 7. September. Niemand kommt hier lebend raus wurde weltweit am 29. September 2021 auf Netflix veröffentlicht.

## Synchronisation
Die deutschsprachige Synchronisation entstand nach einem Dialogbuch und unter der Dialogregie von Katharina Gräfe bei den Eclair Studios.
| Rolle      | Darsteller          | Synchronsprecher   |
| ---------- | ------------------- | ------------------ |
| Ambar Cruz | Cristina Rodlo      | Amelie Plaas-Link  |
| Red        | Marc Menchaca       | Dennis Schmidt-Foß |
| Becker     | David Figliolo      | Bastian Sierich    |
| Beto       | David Barrera       | Abelardo Decamilli |
| Petra      | Cosmina Stratan     | Ronja Peters       |
| Maria      | Ioana Ilinca Neacsu | Leonie Dubuc       |
| Freja      | Vala Noren          | Laura Oettel       |
| Kinsi      | Moronke Akinola     | Elisa Bannat       |
| Rilles     | Mitchell Mullen     | Axel Lutter        |
| Sylvia     | Teresa Banham       | Julia Biedermann   |
| Isabella   | Alina Petrica       | Lena Rettinghaus   |

## Kritiken
Niemand kommt hier lebend raus konnte 60 % der 20 bei Rotten Tomatoes gelisteten Kritiker überzeugen und erhielt dabei eine durchschnittliche Bewertung von 5,5 von 10 Punkten. Bei Metacritic erhielt der Film basierend auf fünf Kritiken einen Metascore von 43 von 100 möglichen Punkten.
Meagan Navarro von Bloody Disgusting zieht ein positives Fazit und attestiert Niemand kommt hier lebend raus, im dritten Akt mit überraschenden Wendungen zu begeistern. Regisseur Santiago Menghini spiele über den gesamten Film hinweg mit den Ausmaßen des Horrors, baue durch klassische Spukhaus-Elemente eine effektvolle Atmosphäre auf und überzeuge mit einer ungewöhnlichen Erzählstruktur. Der Kampf ums finanzielle Überleben der von Cristina Rodlo verkörperten Ambar diene dabei als emphatische Ablenkung für den Zuschauer und biete einen neuen Ansatz für das Horrorgenre, revolutioniere es allerdings auch nicht. Als sich der Zuschauer in Sicherheit wäge, den Ausgang der Geschichte zu kennen, überrasche Niemand kommt hier lebend raus mit einem brutalen dritten Akt, in dem atemberaubende Gewalt mit einer einzigartigen Mythologie vermischt werde.
Überwiegend wohlgesonnen steht Benjamin Lee vom Guardian Niemand kommt hier lebend raus gegenüber, für den sich das Werk durch sein Gespür für Stil und Schauplätze von der Masse an Horrorfilmen abhebe. Die Verlagerung des Handlungsortes von Birmingham nach Cleveland sei ein kluger Schachzug gewesen, um den Fokus auf die Einwanderungthematik in die Vereinigten Staaten legen zu können. So sei die Geschichte auch ohne Horrorelemente schon erschüttert genug und Hauptdarstellerin Cristina Rodlo würde wie in einem Filmdrama aufspielen. Das Ergebnis sei ein scharfer und nachdenklicher Film, der manchmal gar kunstvoll wie eine Graphic Novel wirke. Dazu trage unter anderem auch das im Design grell übertriebene Haus bei, das der Geschichte das Gefühl eines Märchens gebe. Regisseur Santiago Menghini könne so über die gesamte Laufzeit hinweg eine gruselige Atmosphäre aufrechthalten und verliere sich dabei nie in zu dunklen Bildern, setzte aber zu oft auf ein loses Sammelsurium bekannter Horrorelemente. Kritisiert wird von Lee überdies der unvollkommene letzte Akt, der sich zu sehr in Einzelheiten verliere und dadurch in ein vages Chaos übergehe.
Zu einem gemischten Urteil gelangt Dennis Harvey von Variety, für den Niemand kommt hier lebend raus zwar visuell atmosphärisch, aber insgesamt nicht ganz zufriedenstellend sei. Die Stärke des Films sei vor allem auf das lebendige Szenenbild von Christopher Richmond zurückzuführen; ebenso sei das groteske, wenn auch nur wenig beängstigende Figurendesign positiv hervorzuheben. Die Hauptdarsteller Cristina Rodlo und Marc Menchaca würden beide gute schauspielerische Leistungen abliefern, seien aber auch die einzogen mehrdimensionalen Charaktere im Film. Dies sei vor allem auf die unterentwickelte Handlung zurückzuführen, die zwar die Einwanderungsthematik gut in den Film einarbeite, aber den Zuschauer bei der Aufklärung der Mysterien weitestgehend im Dunklen lasse. Als Fazit zieht Harvey, das Niemand kommt hier lebend raus weder beim Grusel noch beim Storytelling vollends überzeuge, trotzdem aber ein handwerklich solider Horrorfilm sei.
Enttäuscht zeigt sich Ben Kenigsberg von der New York Times, für den Niemand kommt hier lebend raus den üblichen Standardformel eines Horrorfilms folge und der Zuschauer daher nicht viel verpasse, wenn er den Film überspringe. Aufgeworfene Ideen würden nicht miteinander verbunden werden, beide Prologe blieben weitestgehend unberücksichtigt und auch die Ursache des Schreckens werde nicht erklärt. Ebenso kritisiert Kenigsberg die schlechten visuellen Effekte, von denen er sich aufgrund der VFX-Vergangenheit von Regisseur Menghini mehr erhofft habe.